# Wandelweiser
Wandelweiser és una xarxa internacional d'intèrprets i compositors experimentals que comparteixen un interès per la música lenta, tranquil·la i fràgil. La paraula 'Wandelweiser' podria ser traduïda com a 'senyal de canvi', 'el savi del canvi' o 'canvia sàviament' segons com s'interpreti la paraula 'weiser'.
El  col·lectiu va ser fundat a Haan (Dusseldorf) l'any 1992 (any de la mort de John Cage) pel flautista holandès Antoine Beuger i el violinista alemany Burkhard Schlothauer. El 1993 el clarinetista suís Jürg Frey va ser convidat a unir-se al grup, seguit pel guitarrista americà Michael Pisaro i el pianista suís Manfred Werder. L'any següent el trombonista austríac Radu Malfatti es va unir i ja posteriorment el grup va acollir el trombonista americà Craig Shepard i altres artistes i músics.
El grup gestiona la seva editorial pròpia, Edició Wandelweiser, i el segell discogràfic propi Wandelweiser Rècords. Segons Radu Malfatti, la música Wandelweiser tracta "l'avaluació i la integració del silenci(s) més que una catifa continua de sons que no acaben mai." John Cage és una figura central per als compositors Wandelweiser; la seva música és sovint anomenada "música silenciosa," agafant com a punt de partida l'obra de Cage 4'33", una de les primeres composicions que consisteix en gran part de silenci, després de la "Marche Funebre" del francès Alphonse Allais.

## Intèrprets
- Makiko Nisikaze
- Mark So
- Quatuor Bozzini
- Cristián Alvear Montecino

## Compositors
- Antoine Beuger
- Dante Boon
- Daniel Brandes
- Johnny Chang
- Jürg Frey
- Mark Hannesson
- Eva-Maria Houben
- Carlo Inderhees
- Marcus Kàiser
- Radu Malfatti
- Anastassis Philippakopoulos
- Michael Pisaro
- Burkhard Schlothauer
- Sam Sfirri
- Craig Shepard
- Thomas Stiegler
- Taylan Susam
- Stefan Thut
- Manfred Werder